# Séverine Lefebvre
 (juin 2018).
Si vous disposez d'ouvrages ou d'articles de référence ou si vous connaissez des sites web de qualité traitant du thème abordé ici, merci de compléter l'article en donnant les références utiles à sa vérifiabilité et en les liant à la section « Notes et références ».
Pour les articles homonymes, voir Lefebvre.
Séverine Lefebvre, née le 21 septembre 1977 à Reims, est une auteure française de bande dessinée.

## Biographie
C'est vers l’âge de dix ans que les dessins animés japonais des années 1980 lui donnent envie de raconter des histoires. En 1995, après un baccalauréat littéraire option arts plastiques, elle commence à illustrer des poèmes, un jeu de tarots, puis dessine ses premières pages de bandes dessinées coscénarisées par une amie. Elle s'intéresse notamment aux films de Hayao Miyazaki.
Vers l’âge de 23 ans, elle montre ses planches à Jean-David Morvan, qui propose de l’aider à progresser dans le domaine de la BD. Elle entre donc à l'Atelier 510 TTC et participe aux Chroniques de Sillage (tome 2, l'histoire Le Sillage d'Houyo) en 2005,  puis Les Aventures de Tom Sawyer (3 tomes) en 2007-2008, et Les Aventures de Huckleberry Finn, en 2011, ces deux dernières séries coscénarisées par Jean-David Morvan et Frédérique Voulyzé.